# Santa Maria in Calanca
Santa Maria in Calanca (toponimo italiano; in lombardo Santa Maria) è un comune svizzero di 115 abitanti del Canton Grigioni, nella regione Moesa.

## Geografia fisica
Santa Maria in Calanca è situata in Val Calanca, sulla sponda sinistra del torrente Calancasca; dista 21 km da Bellinzona e 113 km da Coira. Il punto più elevato del comune è a quota 2 674 m s.l.m. sul Piz de Groven, in corrispondenza del confine con Verdabbio (Grono) e Cauco (Calanca).

## Storia
Fino al 1851 Santa Maria in Calanca face parte del comune della Calanca esteriore, a sua volta fino al 1796 incluso nel più grande comune di Calanca.

## Monumenti e luoghi d'interesse
- Chiesa parrocchiale di Santa Maria Assunta, attestata dal 1219: è la chiesa matrice di tutta la Val Calanca[1][4];
- Ossario, costruito nella seconda metà del XVII secolo[senza fonte];
- Casa parrocchiale, costruita nel XVI secolo[senza fonte];
- Torre medievale, attestata dal XIII secolo[5] ma costruita alcuni secoli prima[1][4].

## Società

### Evoluzione demografica
L'evoluzione demografica è riportata nella seguente tabella:
Abitanti censiti

### Lingue e dialetti
La lingua ufficiale dell'intera valle è l'italiano ma la popolazione locale parla il calanchino, un dialetto lombardo.

## Infrastrutture e trasporti
L'uscita autostradale più vicina è Roveredo, sulla A13/E43 (8,5 km), mentre la stazione ferroviaria di Grono, in disuso, dista 8 km.